# ロタ海軍基地

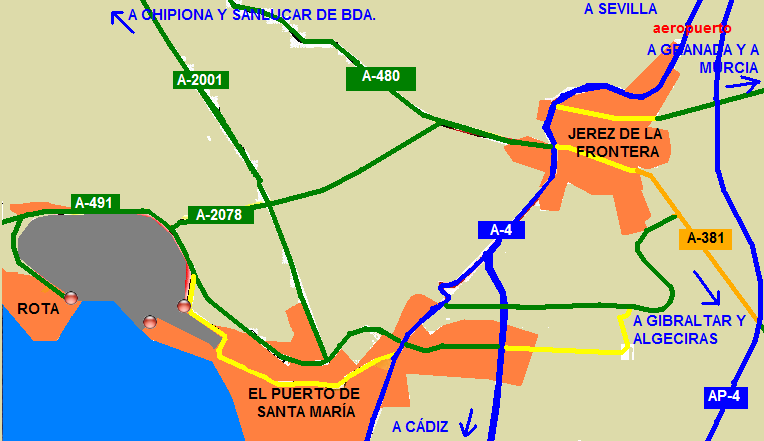
ロタ海軍基地の地図

ロタ海軍基地（スペイン語: Base aeronaval hispano-estadounidense de Rota、英語: Naval Station Rota、略称：NavSta Rota）は、スペイン・アンダルシア州カディス県ロタの大部分とエル・プエルト・デ・サンタ・マリーアの西端域に設けられたスペイン海軍とアメリカ軍が共同使用する軍港で軍用飛行場も併設している。

## 概要
港湾施設はカディス湾に面し、北の内陸部に滑走路地区を備え在スペイン・アメリカ軍施設としては最大規模の基地で、主にアメリカ海軍将兵や海兵隊員とその家族のために住宅が設けられている。またアメリカ陸軍と空軍の分遣隊も配置されている。
基地はスペイン海軍の管轄下に置かれており同海軍の海軍中将が基地司令に就いている。港湾と飛行場が一体化されているため軽空母とその艦載機部隊の基地として機能しており、スペイン海軍の主要軍港となっている。
飛行場はロッキード C-5大型輸送機やボーイング C-17大型輸送機の離着陸を可能とする滑走長を有しており、北大西洋条約機構加盟国軍のための給油も合わせて実施している。スペイン海軍航空隊が運用するヘリコプターの他、艦載機のマクドネル・ダグラス AV-8BハリアーII VTOL攻撃機やその他任務用のセスナ機も航空基地として利用している。

## 歴史
フランシスコ・フランコ将軍は国内の経済状態と孤立しつつあった国際関係の改善のためにアメリカ合衆国と2年に及ぶ交渉の末、1953年9月にスペイン・アメリカ相互の経済協力と防衛に関する協定が締結される。基地建設は海軍港湾局の監督下で開始される。冷戦中であり基地用地は戦略的に重要とみなされたカディス湾北部のロタとエル・プエルト・デ・サンタ・マリアが選ばれ、その敷地は6,100エーカー（24平方キロメートル）以上の面積におよんだ。スペインの基地使用についてはスペイン海軍将官の指揮下におかれる。スペイン海軍は基地外周の保安対策について責任を負っている。両国海軍の憲兵隊は共同で基地内の保安に対して責任を負う。基地施設はスペイン海軍が主導しているものの、アメリカ軍の使用については自由が認められ、基地使用料も支払われていない。スペイン主導であるためアメリカ国旗の掲揚のような米軍特権は見られず、唯一の例外として毎年7月4日のアメリカ独立記念日のみ掲揚が許されている。
アメリカ海軍は約6,000エーカーの内約5,000エーカーの敷地を維持している。敷地内にはアメリカ軍人のみならずその家族約2,000人が居住している。また、基地周辺都市にも少数ながら居住している。ロタ基地職員はカルタヘナ基地内にも分遣隊が所在しており北米弾薬庫分所（NAVMAG）と燃料集積所（FUEL ANNEX）があり、米西協定の改正によりスペイン海軍の使用も認められた。
アメリカ海軍作戦部長は1964年1月24日に第16潜水戦隊（SUBRON 16）を同基地に配置し、潜水母艦「AS-19 プロテウス」を配備する。これにあわせ戦略原子力潜水艦「SSBN-616 ラファイエット」は最初の戦略抑止哨戒を完了後、基地に入港し初の修理と補給をした。「ラファイエット」についてはその後4年間、ロタを母港に活動している。1970年代初期の間に第16潜水戦隊に配備されている潜水艦にはポラリス潜水艦発射弾道ミサイルへの転換が実施され、1974年1月14日に「SSBN-657 フランシス・スコット・キー」を最後に戦隊の装備転換が完了する。
1975年の協定改正により第16潜水戦隊はスペインからアメリアカ本土への撤収が予定され、これに伴いアメリカ海軍作戦部長はアメリカ合衆国東海岸に新修理施設を選定するように命じた。1976年6月にアメリカ合衆国上院は協定を批准する。新協定では1979年7月までにスペインから戦隊を撤収させ、1976年11月にアメリカ海軍長官はジョージア州のキングズベイ海軍潜水艦基地に移転すると公表した。
1980年代初頭には基地要員の規模は最大規模に達しており、将兵16,000人とその家族が居住していた。常設部隊には前方配置された第2艦隊偵察飛行隊（VQ-2）と第22艦隊兵站支援飛行隊（VR-22）があった。VQ-2については1959年から2005年まで基地の所在し、その後はワシントン州のホイッドビー・アイランド海軍航空基地に移転した。VQ-2ではマーチン P4M洋上哨戒機、ロッキード EC121コンステレーション、ダグラス EA-3電子戦機およびEP-3電子偵察機を運用し、VR-22では1982年から1992年に非現役化されるまでC-130F戦術輸送機を基地で運用していた。
1990年代初頭を通じてロタ海軍基地はアゾレス諸島のラジェス航空基地と共にアメリカ本土に拠点を置くP-3オライオンを装備する哨戒飛行隊を前方配置され、大西洋や地中海でソビエト連邦の水上艦や潜水艦を追跡していた。哨戒飛行隊は6ヶ月おきのローテーションでロタとラジェスに配置されアメリカ海軍予備役の予備航空隊によって哨戒任務は補強されていた。
基地の人員規模は1980年代後半と1990年代初頭、特に冷戦終結後のアメリカ海軍の軍縮で大幅に縮小している。米海軍は依然として6,000エーカーの土地を維持したものの、軍人・家族は約4,000人にまで減っている。

## 所在する部隊
- 第60駆逐隊 (Destroyer Squadron 60, DESRON 60)
  - アーレイ・バーク級ミサイル駆逐艦カーニー（USS Carney, DDG-64）
  - アーレイ・バーク級ミサイル駆逐艦ロス（USS Ross, DDG-71）
  - アーレイ・バーク級ミサイル駆逐艦ドナルド・クック（USS Donald Cook, DDG-75）
  - アーレイ・バーク級ミサイル駆逐艦ポーター（USS Porter, DDG-78）
- アメリカ海軍爆発物処理班第8機動隊